# George Villiers (1877-1955)

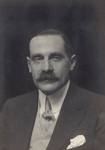
George Villiers

George Herbert Hyde Villiers, 6e graaf van Clarendon, KG (7 juni 1877 - 13 december 1955) was een Brits conservatief politicus Hij was vanaf zijn geboorte tot de dood van zijn vader bekend onder de hoffelijkheidstitel Lord Hyde.
Hij was de zoon van Edward Hyde Villiers, 5e graaf van Clarendon en Caroline Elizabeth Agar.
In 1914 nam hij, na de dood van zijn vader, zitting in het Hogerhuis, waar hij zich aansloot bij de conservatieve fractie. Na de verkiezingen van 1922 werd hij benoemd tot Captain of the Honourable Corps of Gentlemen-at-Arms, dat wil zeggen: fractievoorzitter van de conservatieven in de House of Lords. Vanaf 1925 werd hij minister voor de Overzeese Gebiedsdelen, tot hij in 1931 werd benoemd tot gouverneur van Zuid-Afrika. Deze functie bekleedde hij tot 1937, waarna hij tot 1952 diende als Lord Chamberlain, de hoogste rang aan het Britse hof.
Villiers was getrouwd met Adeline Verena Ishbel Cocks. Omdat zijn oudste zoon al eerder was overleden, ging de titel graaf van Clarendon over op zijn kleinzoon George Frederick Laurence Hyde Villiers.